# Chascomús (kommunhuvudort i Argentina)
Chascomús är en kommunhuvudort i Argentina.   Den ligger i provinsen Buenos Aires, i den östra delen av landet, 110 km söder om huvudstaden Buenos Aires. Chascomús ligger 15 meter över havet och antalet invånare är 42 277. Den ligger vid sjön Laguna Chascomús.
Terrängen runt Chascomús är mycket platt.
Trakten runt Chascomús består till största delen av jordbruksmark. Runt Chascomús är det glesbefolkat, med 9 invånare per kvadratkilometer.